# José Tomás
Pour les articles homonymes, voir Tomas.
José Tomás Román Martín dit « José Tomás », né le 20 août 1975 à Galapagar (province de Madrid, Espagne), est un matador espagnol.
Torero froid et immobile, son toreo grave et hiératique est très reconnu par les aficionados et certains voient en lui un digne héritier de Manolete, son idole.

## Biographie
José Tomás est le petit-neveu du célèbre ganadero Victorino Martín et le fils du maire de Galapagar. Dès son plus jeune âge, il a été initié à la tauromachie par son grand-père, Celestino, ancien chauffeur de toreros, qui l’amenait aux arènes de Madrid assister à des corridas. Il a commencé sa carrière très jeune, mais a dû pour cela aller au Mexique où il a pris l’alternative. Il a pris sa retraite prématurément en septembre 2002. 
José Tomás annonce le 1er mars 2007 son retour qui s'effectue le 17 juin 2007, face à des toros de Nuñez del Cuvillo, dans les arènes de Barcelone. Il est au début du vingt-et-unième siècle le torero qui remplit le plus les arènes, autant par son immense courage et son indiscutable talent, qu'en raison de son nombre limité de corridas (environ 20 par an).
Le 24 avril 2010, il a le haut de la jambe gauche encorné sur 17 cm de profondeur et l'artère fémorale perforée au cours de son combat contre le deuxième taureau de la corrida de la Feria de San Marcos à Aguascalientes. Il aurait perdu plus de la moitié de son sang selon le corps médical. C'est la blessure la plus grave de la carrière de José Tomas qui avait déjà été sérieusement blessé lors d'une corrida au Mexique, à Autlan de la Grana en 1996.
Dans son livre José Tomás Román, Jacques Durand, écrivain et journaliste français brosse le portrait de José Tomás, surnommé « l'extraterrestre » : « Sans jamais décoller les pieds, sans reculer ni même éviter la charge du taureau, le maestro affronte avec placidité le danger, sans concession ni artifices, le corps fin et vertical.  Sincère, il ne montre aucune émotion, se contente de gestes sobres et épurés. » 
« Quand je vais toréer, je laisse mon corps à l'hôtel. », a-t-il dit un jour.
Silencieux dans l'arène, il l'est également en dehors. Il ne donne quasiment aucune interview à la presse, car pour lui « un torero s’exprime dans les arènes, pas dans les médias », il refuse la retransmission télévisée en direct de ses faenas et il limite ses prestations dans les arènes à une vingtaine de dates en Europe facturées au prix fort (300 000 euros), dont les places s'arrachent aussitôt.
En 2007, il reçoit la Médaille d'or du mérite des beaux-arts par le Ministère de l'Éducation, de la Culture et des Sports.
Il possède une maison à Aguascalientes. Il est en outre supporter de l'Atletico Madrid.

## Carrière

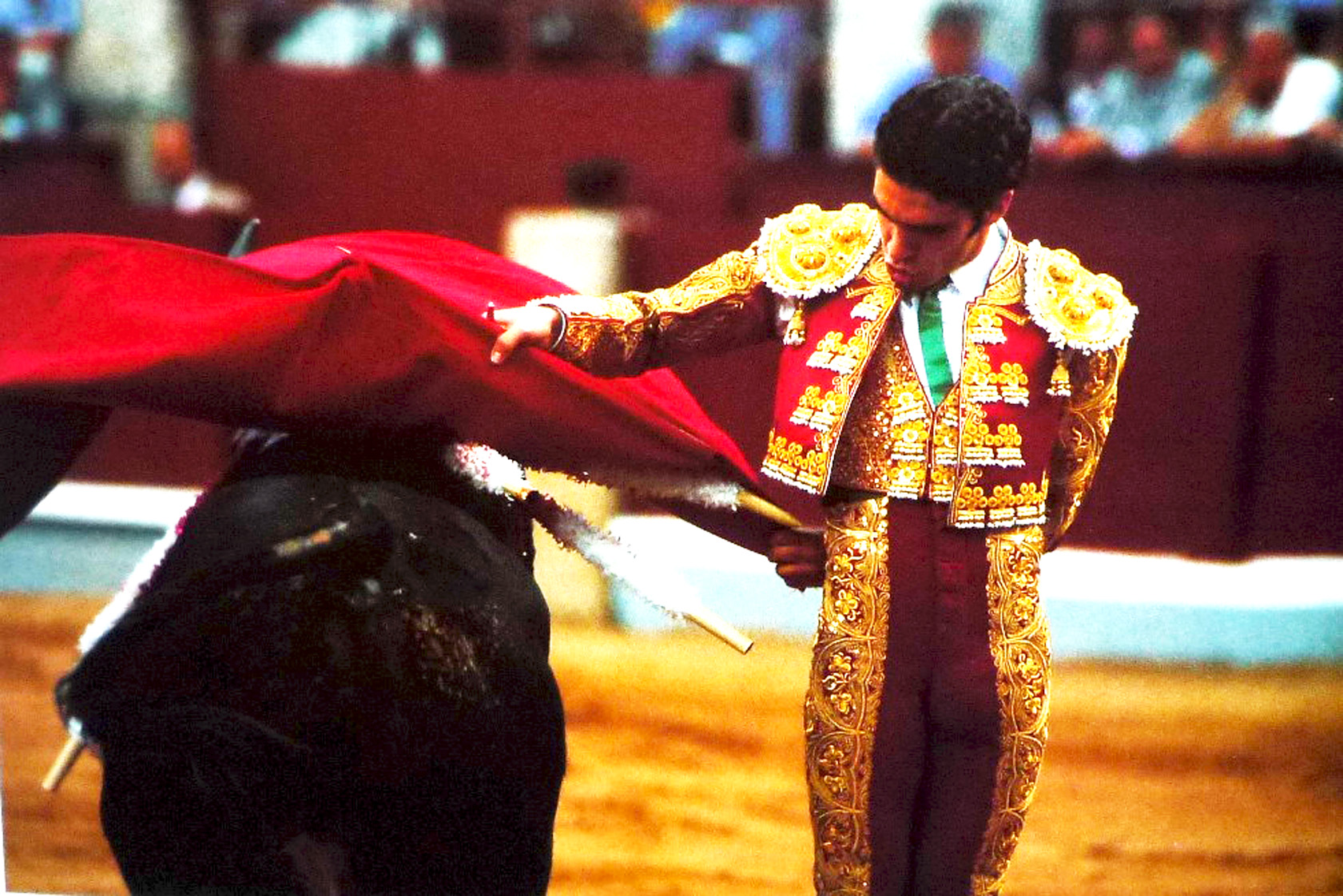
José Tomás exécutant une manoletina à Madrid en 2002

- Débuts en novillada sans picadors : Valdemorillo (Espagne, province de Madrid), le 7 février 1991. Becerros de la ganadería de Carmen Segovia.
- Débuts en novillada avec picadors : Benidorm (Espagne, province d'Alicante), le 24 juillet 1993 aux côtés de José Antonio Barrera et José Antonio Canales Rivera. Novillos de la ganadería de Román Sorando.
- Présentation à Madrid : 24 septembre 1995 aux côtés de Luis Miguel Encabo et Rafael Rubio « Rafaelillo ». Novillos de la ganadería de Las Ramblas
- Alternative : Mexico (Mexique), le 10 décembre 1995. Parrain, David Silveti ; témoin, Manuel Mejía. Taureaux de la ganadería de Xajay.
- Confirmation d’alternative à Madrid : 14 mai 1996. Parrain, José Ortega Cano ; témoin, Jesulín de Ubrique.
- Il est très gravement blessé le 24 avril 2010 lors d'une corrida à Aguascalientes (Mexique), encorné par Valoreso[6]. Il sort de l'hôpital d'Aguascalientes le 1er mai 2010[7].
- Il reprend l'épée le 23 juillet 2011 à Valence face à des toros de El Pilar pour un grand retour très attendu.
- Le 16 septembre 2012, il triomphe dans les arènes de Nîmes. Son combat « seul contre six taureaux », pour lequel il touche un cachet égal à l'intégralité de la recette[8],[9],[10] et au cours duquel il récolte onze oreilles (sur 12 possibles) et une queue, et gracie un taureau[11], fait de lui une légende vivante et marque à jamais l'histoire de la corrida. La presse du monde entier salue l'évènement vu par 13 800 personnes présentes dans les arènes[3],[12],[13].

### Filmographie
- Aparicion de Méryl Fortunat Rossi. Aparicion est un film documentaire de 12 min.

Synopsis : 15 mois après avoir reçu un terrible coup de corne, Jose Tomas torero de légende fait son grand retour dans les arènes de Valence. En ce jour de Reaparicion, des milliers d'aficionados sont venus des quatre coins du monde avec dans leurs yeux José Tomas.
www.helicotronc.com/Aparicion
- « Ce Monsieur », Signes du toro, France 3 Aquitaine, 21 octobre 2012[12].